# اشدلق (اهر)
اشدلق یکی از روستاهای استان آذربایجان شرقی است که در دهستان گویجه بل بخش مرکزی شهرستان اهر واقع شده‌است.این روستا ۲۹ نفر جمعیت دارد.